# HMS Caroline (1914)
La HMS Caroline, ottava nave da guerra della Royal Navy britannica a portare questo nome, è un incrociatore leggero della omonima classe e capofila della sottoclasse che porta il suo nome. Costruita nei cantieri Cammell Laird venne impostata il 28 gennaio 1914, varata il 29 settembre seguente ed entrò in servizio il 4 dicembre dello stesso anno, pochi mesi dopo l'inizio della prima guerra mondiale. Trasformata in quartier generale galleggiante e nave addestramento Belfast, nell'Alexandria Dock il 1º aprile 1924, è rimasta in servizio attivo fino al 2011 servendo come centro di comando per la Royal Naval Reserve. È l'ultima nave esistente ad aver partecipato alla battaglia dello Jutland e una delle sole tre navi della Royal Navy sopravvissute alla Prima guerra mondiale (le altre sono il monitore HMS M33 e lo sloop-of-war HMS President).

## Costruzione
La Caroline fu costruita nei cantieri Cammell Laird di Birkenhead. Venne impostata il 28 gennaio 1914, varata il 29 settembre 1914 e completata nel dicembre 1914. 

## Servizio
Al momento dell'ingresso in servizio venne designata come capoflottiglia della 4 Flottiglia cacciatorpediniere della Grand Fleet, con base a Scapa Flow. Nel febbraio 1915 venne trasferita nel 1º Squadrone incrociatori leggeri, dove rimase fino al mese di novembre. Trasferita nel 4º Squadrone, partecipò alla battaglia dello Jutland il 31 maggio 1916, mentre tra il 1917 ed il 1918 venne dotata di una piattaforma di decollo per aerei impegnati nell'intercettazione dei dirigibili tedeschi. Dopo la fine delle ostilità venne trasferita insieme al suo squadrone nella East Indies Station. Nel febbraio 1922 venne quindi ritirata dal servizio attivo e messa in riserva. Nel 1924 tornò in servizio come nave addestramento per la Royal Naval Volunteer Reserve a Belfast, in Irlanda del Nord. Dopo il suo arrivo in porto i cantieri Harland & Wolff rimossero dalla nave l'apparato motore e l'armamento.
Tra il 1939 ed il 1945, durante la seconda guerra mondiale, la Caroline servì come comando della Royal Navy nel porto di Belfast, base di numerose unità impiegate nella scorta ai convogli atlantici e artici. Con l'aumentata importanza della base, anche il comando militare crebbe, occupando oltre alla Caroline anche diversi edifici in città, tra cui la dogana e il castello di Belfast, dove si trovava anche una stazione radio. Nelle vicinanze della nave venivano anche effettuate riparazioni e modifiche alle unità e ai dispositivi antisommergibile.
Durante la prima parte della guerra la Royal Air Force occupava la base di Sydenham, e il personale del Fleet Air Arm che operava dallo stesso aeroporto era ufficialmente parte della Caroline. Nel 1943 il campo di aviazione venne trasferito direttamente all'Ammiragliato e rinominato HMS Gadwall.
Dopo la fine del conflitto la Royal Navy restituì l'unità alla Royal Naval Volunteer Reserve, che continuò ad utilizzarla come nave addestramento. Venne sottoposta a lavori di modifica e ammodernamento nei cantieri Harland and Wolff nel 1951.
Nel dicembre 2009 la Royal Naval Reserve si è trasferita in una nuova base a terra, denominata HMS Hibernia. La Caroline è stata quindi ritirata ufficialmente dal servizio il 31 marzo 2011 e la sua bandiera esposta nella Cattedrale di St Anne. Dal giugno 2016, è aperta al pubblico come nave museo.

## Bibliografia

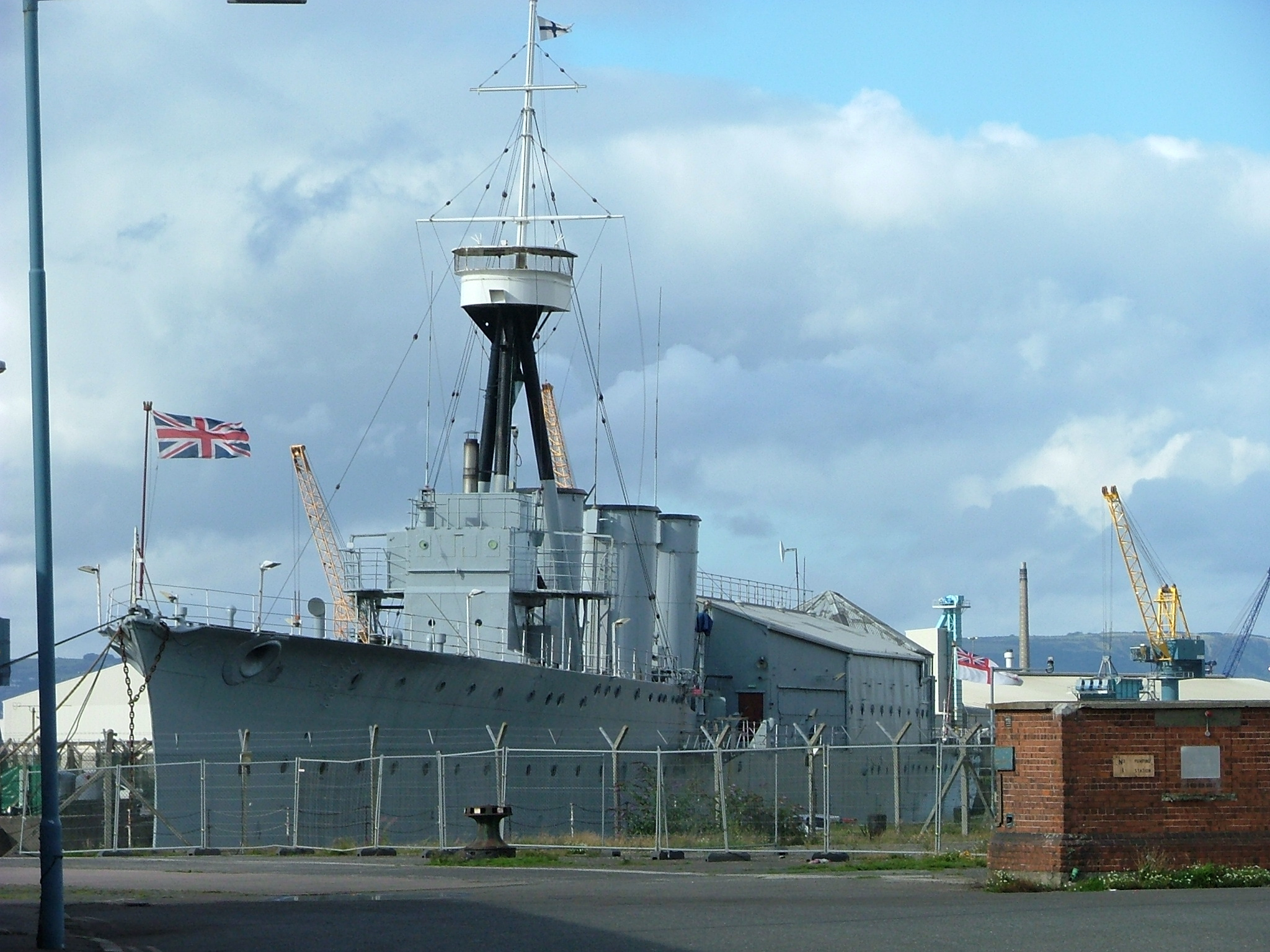
L'HMS Caroline a Belfast